# Всеобщие выборы в Гватемале (1985)
Всеобщие выборы в Гватемале прошли 3 ноября (парламентские и 1-й тур президентских) и 8 декабря (2-й тур президентских) 1985 года. На президентских выборах победу одержал Винисио Сересо, получивший на свою предвыборную кампанию $650 тыс. от медиа-магната Ремижио Анхела Гонзалеса. На парламентских выборах победу одержала Гватемальская христианская демократия Винисио Сересо, получившая 51 из 100 мест Конгресса.
Явка на выборах составила 69,3 %.

## Результаты

### Президентские выборы
| Кандидат                           | Партия                                                                                                  | 1-й тур   | 1-й тур | 2-й тур   | 2-й тур |
| Кандидат                           | Партия                                                                                                  | Голоса    | %       | Голоса    | %       |
| ---------------------------------- | --- | --------- | ------- | --------- | ------- |
| Винисио Сересо                     | Гватемальская христианская демократия                                                                   | 648 803   | 38,65   | 1 133 517 | 68,37   |
| Хорхе Карпио                       | Национальный центристский союз                                                                          | 339 695   | 20,23   | 542 306   | 31,63   |
| Хорхе Антонио Серрано Элиас        | Демократическая партия национальной кооперации — Революционная партия                                   | 231 423   | 13,79   |           |         |
| Марио Сандоваль Аларкон            | Движение национального освобождения-Институционно-демократическая партия                                | 210 966   | 12,56   |           |         |
| Марио Давид Гарсиа                 | Истинный националистический центр                                                                       | 105 540   | 6,28    |           |         |
| Марио Солорсано Мартинес           | Демократическая социалическая партия                                                                    | 57 368    | 3,42    |           |         |
| Алехандро Мальдонадо Агирре        | Национальная партия обновления                                                                          | 52 949    | 3,15    |           |         |
| Лионель Сисниега Отеро Барриос     | Антикоммунистическая унификационная партия-Развивающееся движение гармонии-Фронт национального единства | 32 256    | 1,91    |           |         |
| Недействительных/пустых бюллетеней | Недействительных/пустых бюллетеней                                                                      | 228,771   | -       |           | -       |
| Всего                              | Всего                                                                                                   | 1,907,771 | 100     | 1,657,823 | 100     |
| Источник: Nohlen                   | |           |         |           |         |

### Парламентские выборы
| Партия | Национальный округ | Национальный округ | Национальный округ | Департаменты | Департаменты | Департаменты | Всего мест |
| Партия | Голосов            | %                  | Мест               | Голосов      | %            | Мест         | Всего мест |
| --- | ------------------ | ------------------ | ------------------ | ------------ | ------------ | ------------ | ---------- |
| Гватемальская христианская демократия                                                                      | 648 803            | 38,6               | 11                 | 575 785      | 34,6         | 40           | 51         |
| Национальный центристский союз                                                                             | 339 695            | 20,2               | 5                  | 342 742      | 20,6         | 17           | 22         |
| Демократическая партия национальной кооперации — Революционная партия                                      | 231 423            | 13,8               | 4                  | 225 246      | 13,5         | 7            | 11         |
| Движение национального освобождения - Институционно-демократическая партия                                 | 210 966            | 12,6               | 3                  | 254 276      | 15,3         | 9            | 12         |
| Истинный националистический центр                                                                          | 105 540            | 6,3                | 1                  | 104 374      | 6,3          | 0            | 1          |
| Демократическая социалистическая партия                                                                    | 57 368             | 3,4                | 1                  | 60 946       | 3,7          | 1            | 2          |
| Национальная партия обновления                                                                             | 52 949             | 3,2                | 0                  | 70 514       | 4,2          | 1            | 1          |
| Антикоммунистическая унификационная партия - Развивающееся движение гармонии -Фронт национального единства | 32 256             | 1,9                | 0                  | 27 234       | 1,6          | 0            | 0          |
| Демократический гражданский фронт                                                                          | 3 631              | 0.2                | 0                  | -            | -            | -            | 0          |
| Недействительных/пустых бюллетеней                                                                         | 228 771            | -                  | -                  | 239 488      | -            | -            | -          |
| Всего | 1 907 771          | 100                | 25                 | 1 904 236    | 100          | 75           | 100        |
| Источник: Nohlen                                                                                           |                    |                    |                    |              |              |              |            |